# Katastrofa tramwajowa w Croydon
Katastrofa tramwajowa w Croydon – 9 listopada 2016 roku dwuczłonowy tramwaj obsługiwany przez Tramlink (system tramwajowy obsługujący Croydon i okolice południowego Londynu w Anglii) wypadł z szyn na ostrym łuku i przewrócił się na bok. W wypadku zginęło siedem osób, a 62 osoby zostały ranne, w tym 19 ciężko. 

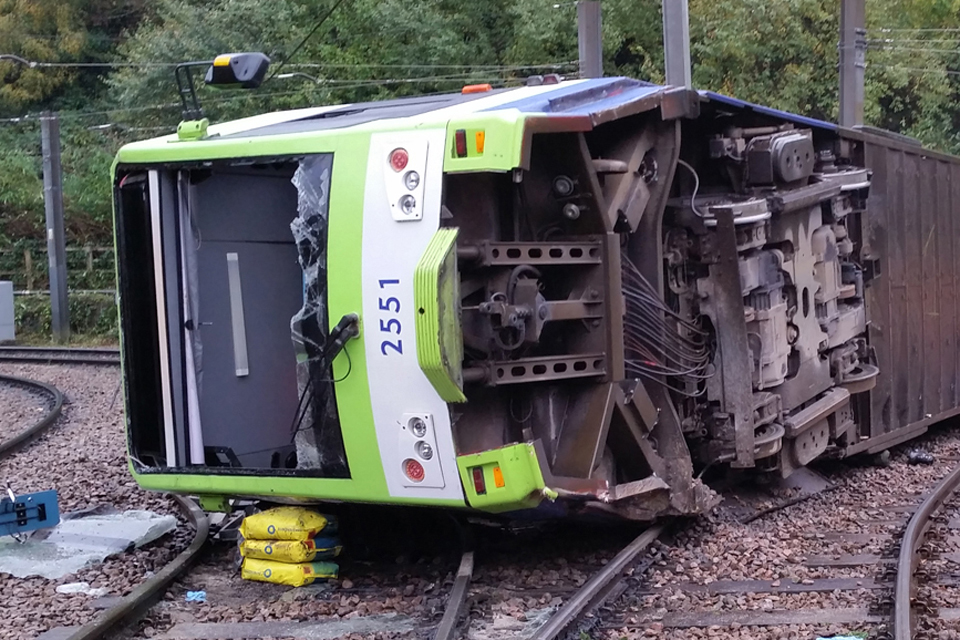
Wykolejony tramwaj w Sandilands.

Tramwaj jechał z New Addington do Wimbledonu przez Croydon i dojeżdżał właśnie do przystanku Sandilands kilka minut po godzinie 6:00 rano. Oszacowano, że chociaż ograniczenie prędkości wynosiło 20 km/h (12 mph), tramwaj jechał z prędkością 73 km/h (45 mph). Za przyczynę wypadku uznano błąd motorniczego.

## Wypadek

Miejsce wykolejenia tramwaju – 9 listopada 2016 r.

Wypadek miał miejsce przed świtem o godzinie 6:07 podczas ulewnego deszczu, na ostrym łuku w lewo niedaleko miejsca, gdzie trasa numer 3 New Addington (na której kursował tramwaj) zbiega się z linią do Beckenham Junction i Elmers End. Łuk ten pojawia się prawie natychmiast po tym, jak tor wychodzi z serii trzech tuneli na odcinku prostym o długości 1,6 km po opuszczeniu przystanku Lloyd Park. Został on opisany jako „ostry zakręt” i ma ograniczenia prędkości do 20 km/h (12 mph).
Tramwaj o numerze taborowym #2551 to Bombardier CR4000 skonstruowany w 1998 r. przez Bombardier Transportation. Jest on dwuczęściową przegubową jednostką o maksymalnej prędkości 80 km/h (50 mph). Tramwaj wszedł w zakręt z prędkością około 73 km/h (45 mph), wykoleił się, przewrócił się na prawą stronę i zatrzymał się 25 metrów (27 jardów) od punktu wykolejenia. Siła uderzenia spowodowała, że kilkoro pasażerów zostało wyrzuconych na zewnątrz przez rozbite szyby okien i drzwi.
Służby ratunkowe początkowo informowały o pięciu zabitych, jednak liczba ofiar śmiertelnych wzrosła do siedmiu. Ofiary to sześciu mężczyzn i jedna kobieta, w wieku od 19 do 63 lat. Ranne zostały 62 osoby, w tym 19 poważnie. Jedna osoba nie odniosła obrażeń. Siedem osób zabitych to Dane Chinnery (19), Philip Logan (52), Philip Seary (57), Dorota Rynkiewicz (35) i Robert Huxley (63) z New Addington oraz Mark Smith (35) i Donald Collett (62), obaj z Croydon. Dorota Rynkiewicz pochodziła z Elbląga i od 10 lat mieszkała z rodziną w Londynie, osierociła dwie córki, w wieku 5 i 7 lat.
Był to najtragiczniejszy wypadek tramwajowy w Wielkiej Brytanii od czasu wypadku w Dover w 1917 roku, w którym zginęło 11 osób i 60 zostało rannych. Był to również najtragiczniejszy wypadek w transporcie szynowym w Wielkiej Brytanii od czasu katastrofy kolejowej Great Heck w 2001 roku.

## Następstwa
Rannych zabrano do szpitala St George’s w dzielnicy Tooting i do szpitala uniwersyteckiego w Croydon. Na miejsce wysłano dwadzieścia dwie karetki pogotowia, osiem wozów strażackich i ponad 70 strażaków z Londyńskiej Straży Pożarnej. Pomoc udzielili: Croydon Council, Czerwony Krzyż, Armia Zbawienia i kapelani kolejowi.
«FirstGroup», prywatna firma, która obsługuje «Tramlink» dla «Transport for London» (TfL), wyraziła „zszokowanie i zasmucenie tym, co się stało”. Dodatkowa minuta została dodana do dwuminutowej ciszy podczas ceremonii w Dzień Pamięci przy pomniku w Croydon. TfL złożył ofertę na pokrycie kosztów pogrzebu ofiar katastrofy.
W nocy z 10 na 11 listopada tramwaj został podniesiony, a rankiem 12 listopada usunięty z miejsca wypadku.
Po wypadku żadna z linii nie kursowała między East Croydon i Addington Village, Harrington Road lub Elmers End. Częściowe połączenia tramwajowe przebiegały między East Croydon i Wimbledon, między New Addington i Addington Village oraz między Beckenham Junction i Harrington Road. Pełne usługi zostały przywrócone 18 listopada.
Stwierdzono, że znak ograniczenia prędkości na zakręcie w Sandilands był niewidoczny dla motorniczych, dopóki tramwaj nie przebył 90 do 120 metrów (98 do 131 jardów) poza punkt, w którym hamowanie musiałoby zostać rozpoczęte, aby osiągnąć wymaganą przez znak prędkość. Motorniczy „powinni byli to wiedzieć przez wzgląd na swoje doświadczenie i znajomość tej trasy”. W Sandilands nałożono dodatkowe ograniczenie prędkości przed łukiem oraz zainstalowano znaki ostrzegawcze (chevron signs). Znaki zostały również zainstalowane w trzech innych lokalizacjach w systemie Croydon Tramlink. Zgodnie z zaleceniami zawartymi w pierwszym raporcie dotyczącym wypadku, systemy tramwajowe w Wielkiej Brytanii wprowadziły stopniowe obniżanie prędkości, gdy wymagane było zmniejszenie prędkości o 30 kilometrów na godzinę (19 mph) lub więcej. Dotyczy to systemów w Blackpool, Edynburgu, West Midlands i Nottingham.
W marcu 2017 r. zgłoszono, że «Tramtrack Croydon Ltd» i TfL przyznały się do odpowiedzialności za wypadek. Ofiary i osoby, które przeżyły, nie będą musiały występować o odszkodowanie za straty spowodowane przez wypadek. W sierpniu 2017 r. TfL potwierdził, że zmieni rozkłady jazdy tramwajów, aby uwzględnić ograniczenia prędkości.
W listopadzie 2017 r. ogłoszono dwa dni strajków motorniczych po zainstalowaniu urządzeń monitorujących zmęczenie. Urządzenia emitują podczerwone światło w twarz kierującego i są w stanie wygenerować alarm i wibracje fotela, jeśli ruchy oka wskazują na brak uwagi. Niektórzy kierowcy zgłaszali obawy dotyczące kwestii związanych ze zdrowiem i bezpieczeństwem i opisali urządzenie jako „szpiega w kabinie”.
22 stycznia 2018 r. Urząd ds. Transportu Kolejowego i Drogowego (ORR) zorganizował w Manchesterze szczyt bezpieczeństwa w celu omówienia ustaleń Wydziału Śledczego ds. Wypadków Kolejowych (RAIB) w sprawie wypadku.

## Dochodzenie

### Brytyjska Policja ds. Transportu Publicznego (BTP(inne języki))
42-letni motorniczy został aresztowany przez Brytyjską Policję ds. Transportu Publicznego w związku z podejrzeniem o nieumyślne spowodowanie śmierci. Po przesłuchaniu zwolniono go za kaucją do maja 2017 r. Według tabloidu „The Metro” jednym z aspektów śledztwa policyjnego jest to, czy motorniczy nie zasnął. Dziennik „The Guardian” informował, że niektórzy pasażerowie twierdzili, iż motorniczy stracił przytomność podczas jazdy.
Były motorniczy zasugerował „The Times”, że możliwa jest chwilowa utrata przytomności z powodu nieregularnego czasu pracy na zmiany, do którego motorniczy muszą się przyzwyczaić. Powiedział także, że automat do sprzedaży w zajezdni tramwajowej był zaopatrzony tylko w napoje energetyczne i „nikt nigdy nie jest w pełni przytomny; zawsze byłem trochę oszołomiony, a to dlatego, że praca na zmiany nie pozwala motorniczym uzyskać wystarczającej ilości regularnego snu”. W następstwie, wiele źródeł opublikowało nagrania, które wyraźnie pokazują innego motorniczego, który stara się nie zasnąć przy sterowaniu. Ów motorniczy został zawieszony w pracy oczekując na dochodzenie w tej sprawie.

### Program Victoria Derbyshire
W kwietniu 2017 r. kanał „BBC Two” w programie Victoria Derbyshire poinformował, że jego własne dochodzenie w sprawie motorniczych zasypiających podczas prowadzenia tramwajów w sieci Tramlink ujawniło cztery takie przypadki. Sześciu kierujących twierdziło, że urządzenie czujności zamontowane w tramwajach nie spełniało swojego zadania. «Tramlink» stwierdził, że urządzenia są „w pełni funkcjonalne”.

### Urząd Kolejowy i Drogowy (ORR)
ORR wszczął własne dochodzenie w sprawie wypadku, koncentrując się na tym, czy przestrzegano zasad bezpieczeństwa. Potwierdzono, że brytyjskie tramwaje nie są wyposażone w żadne systemy bezpieczeństwa, które automatycznie uruchamiałyby hamulce, gdyby jechały za szybko. ORR planuje udostępnić wyniki dochodzenia na początku 2018 r.

### Wydział Śledczy ds. Wypadków Kolejowych (RAIB)
RAIB zbadał wypadek, analizując dane z pokładowego rejestratora zdarzeń. RAIB stwierdził, że wskazania sugerowały, że tramwaj jechał z prędkością znacznie większą niż dozwolona. Magazyn Rail poinformowała, że elektromagnetyczne hamulce nie zostały uruchomione. Po wypadku „The Guardian” poinformował, że w dniu 31 października na Facebooku pojawiły się zarzuty dotyczące tramwaju jadącego po łuku z nadmierną prędkością. „The Evening Standard” opublikował komentarz pasażera opisujący, że tramwaj „przechylał się” na zakręcie. Motorniczy tramwaju biorącego udział w incydencie z 31 października nie był tym, który uczestniczył w wypadku 9 listopada.
Raport wstępny został opublikowany 16 listopada 2016 r. W czasie wypadku było ciemno i padał deszcz. Nie było żadnych śladów uszkodzeń torów ani przeszkód na torach, które mogły przyczynić się do wykolejenia. Wstępne badanie nie wykazało wadliwego działania układu hamulcowego tramwaju. Wyniki były takie, że tramwaj, z około 60 osobami na pokładzie, poruszał się z prędkością około 70 kilometrów na godzinę (43 mph) w momencie wypadku – znacznie szybciej niż zezwalało na to ograniczenie prędkości w tym miejscu – 20 km/h (12 mph). Raport RAIB wskazywał, że „tramwaj zbliżający się do obszaru Sandilands Junction z Lloyd Park z prędkością 80 km/h (50 mph) musiałby hamować z pełną prędkością eksploatacyjną 1,3 m/s² około 180 metrów przed znakiem ograniczeń prędkości w celu zmniejszenia prędkości do 20 km/h (12,5 mph)”. Rejestrator danych OTAM (On Tram Data Recorder) wskazał, że na tej odległości nastąpiło pewne hamowanie, ale tylko w stopniu wystarczającym do zmniejszenia prędkości tramwaju z 80 km/h do 50 km/h.
Wystosowano zalecenie, aby przed ponownym włączeniem linii nr 3 do ruchu wprowadzić kolejne ograniczenie prędkości przed zakrętem w Sandilands Junction. Zalecenie zostało przyjęte i trzy kolejne ograniczenia prędkości zostały wprowadzone przed otwarciem linii. W raporcie stwierdzono również, że wielu pasażerów, którzy doznali urazów śmiertelnych lub poważnych, zostało wyrzuconych z tramwaju przez rozbite szyby okien i drzwi. W listopadzie 2016 r. magazyn „Rail” wezwał RAIB do zakończenia dochodzenia i opublikowania końcowego sprawozdania.
Ostateczny raport został opublikowany 7 grudnia 2017 r. Za przyczynę wypadku został uznany błąd motorniczego. Najbardziej prawdopodobnym scenariuszem było to, że kierujący tramwajem zbliżając się do zakrętu miał epizod mikrosnu (chwilowej utraty świadomości). Najważniejsze ustalenia z badań RAIB polegały na tym, że okna tramwaju wykonane z hartowanego szkła nie były wystarczająco mocne, aby zatrzymać pasażerów wewnątrz tramwaju. Wszystkie ofiary śmiertelne zostały wyrzucone przez boczne prawe okna. Szkło laminowane nie pękłoby, co istotnie zwiększyłoby szanse na przeżycie wypadku. Przepisy mające zastosowanie w tramwajach były podobne do tych obowiązujących w autobusach, lecz gdyby obowiązywały przepisy kolejowe, w oknach zamontowano by szkło laminowane. Firma obsługująca «Tramlink» nie uznała za możliwe, by tramwaj mógł się przewrócić. Nie było wystarczającej liczby zgłoszeń wcześniejszych incydentów ze strony kierowców, którzy obawiali się, że jedynie sami zostaną zdyscyplinowani, a raporty nie będą wykorzystane do poprawy bezpieczeństwa. Co więcej, system rozpatrywania skarg pasażerów nie spełniał swojego zadania. Dochodzenie wykazało również, że tramwaje nie były tak bezpieczne, jak wcześniej sądzono, i miały wyższą wypadkowość niż transport kolejowy oraz autobusy i autokary.

### Transport for London (TfL)
Transport for London (TfL) wszczął dochodzenie w sprawie wypadku. Raport zostanie opublikowany na początku 2018 r., a wszystkie zalecenia zawarte w raporcie końcowym RAIB zostaną wdrożone.